# Eupithecia pini
Eupithecia pini là một loài bướm đêm trong họ Geometridae.